# Myzomorphus scutellatus
Myzomorphus scutellatus är en skalbaggsart som beskrevs av Sallé 1849. Myzomorphus scutellatus ingår i släktet Myzomorphus och familjen långhorningar.
Artens utbredningsområde är:
- Costa Rica.
- Panama.
- Venezuela.

Inga underarter finns listade i Catalogue of Life.